# Hydrocanthus waterhousei
Hydrocanthus waterhousei is een keversoort uit de familie diksprietwaterkevers (Noteridae). De wetenschappelijke naam van de soort werd in 1888 gepubliceerd door Thomas Blackburn.